# Bonifacy VII
Bonifacy VII (właśc. Franco; ur. w Rzymie, zm. 20 lipca 985) – antypapież w czerwcu 974 i od sierpnia 984 do 20 lipca 985.

## Życiorys
Był Rzymianinem, synem Ferruciusa. Wywodził się z kręgów zakonnych. W 972 został kardynałem-diakonem. Był popierany przez stronnictwo Krescencjuszy. Podczas gdy cesarz Otton II był zaabsorbowany sprawami w Niemczech, w 974 roku wybuchło powstanie przeciwko Benedyktowi VI, który został wtrącony do więzienia i zamordowany. Ten czyn zwrócił uwagę hrabiego Sicco i ludu rzymskiego, który zmusił antypapieża do ucieczki. Bonifacy VII zrabował wtedy skarbiec Bazyliki Piotrowej i uciekł do Bizancjum.
W 980 na krótko powrócił do Rzymu, lecz już wiosną 981 musiał ponownie uciekać. Po śmierci Ottona II w 983, przy niepopularności papieża Jana XIV powrócił do Rzymu w kwietniu 984. Natychmiast nakazał uwięzienie prawowitego papieża i otrucie go. Jego drugi pontyfikat trwał do śmierci w lipcu 985 – prawdopodobnie został zamordowany. Po śmierci, jego ciało zostało wystawione na widok publiczny; było przebijane włóczniami, wleczone przez ulice i porzucone na rynku.